# Akele Guzai

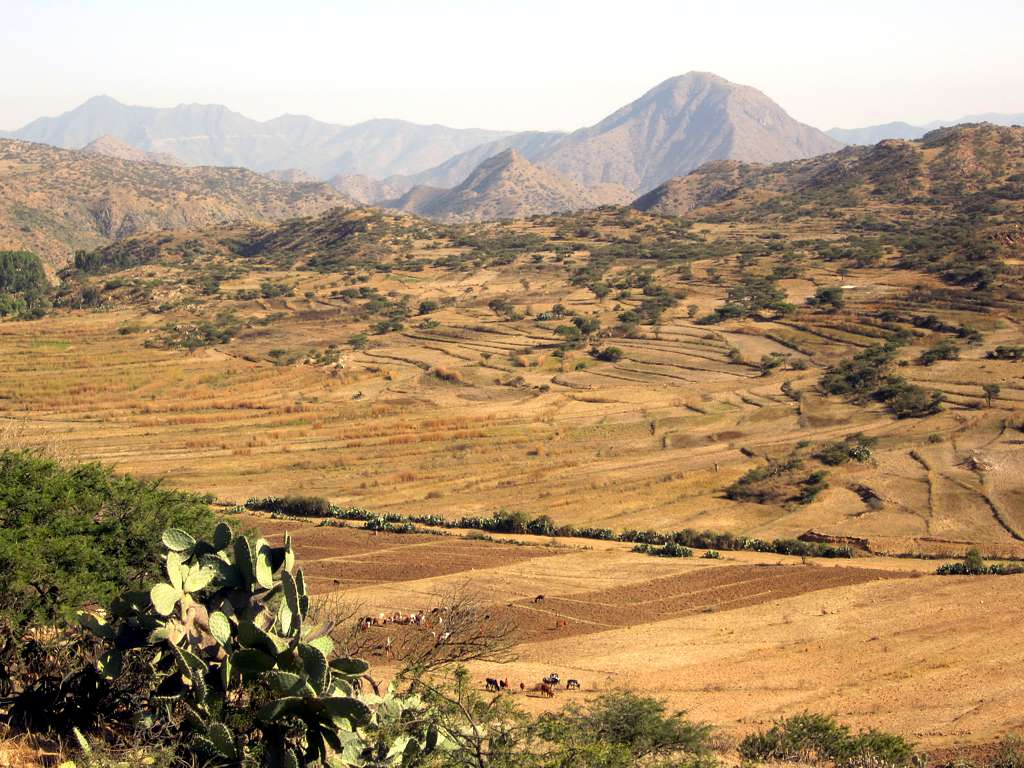
Camino a Dekemhare, en lo que fue Akele Guzai

Akele Guzai o Akeleguzay (tigriña: ምድረ ቡር) es una antigua provincia de Eritrea que tenía una población estimada de 460.000 habitantes en 1990 y una superficie de 8.400 km2, compuesta principalmente por los grupos étnicos tigray y saho. Akele Guzai alberga a más de las tres cuartas partes de la población total de habla saho en Eritrea. El pueblo tigriña de Akele Guzai son en su mayoría seguidores de la Iglesia Ortodoxa Eritrea, mientras que los saho son predominantemente musulmanes sunitas. El territorio de la antigua provincia de Akele Guzai se reparte actualmente entre la Región del Mar Rojo Septentrional y la Región del Sur.

## Historia
Akele Guzai es una de las regiones más antiguas de Eritrea. Tiene un registro de inscripciones que se remonta al menos al siglo IX a. C., siendo considerado el ejemplo más antiguo de la escritura etíope. La provincia fue parte de Damot, que luego evolucionaría en el reino de Axum.
El nombre de Akele Guzai ha sido relacionado con los Gaze nombrados en el Monumentum Adulitanum (que las anotaciones griegas medievales posteriores en los márgenes asocian con el pueblo aksumita). Si la anotación relacionado con los Gaze es correcta, conectaría el nombre de Akele Guzai con Agʿazi (hablantes de ge'ez) del reino de Damot en Eritrea y el norte de Etiopía; sin embargo, esta conexión ha sido rechazada por los lingüistas contemporáneos debido a la falta de la fricativa faríngea sonora media en las raíces triliterales, que generalmente se conserva en el idioma tigriña.
En cambio, el nombre puede estar conectado con el clan Agazi conquistado por el rey Ezana de Axum del siglo IV, y los Agʿaze ('GZ no vocalizado, que se refiere a una persona o un grupo) de Hawulti en Matara. Junto con Agame en Etiopía, fue un centro principal de la cultura aksumita (solo superado por Tigray Occidental, donde se encontraba la capital), con una subcultura distinta que separaba las dos regiones de la de Tigray Occidental (Shire, Axum, Yeha), Eritrea central (Serae, Hamasien y Adulis) y áreas fronterizas en el norte de Eritrea y Etiopía central.
En la Edad Media, partes del sur de Akele Guzai fueron brevemente parte de la más grande provincia de Bur, Etiopía, que también incluía Agame, algunas tierras bajas del noreste de Afar y la península de Buri; el sur de Akele Guzai y Agame formaban parte del Bur Superior (La'ilay), mientras que las tierras bajas se distinguían de las demás como parte de Bur Inferior (Tahtay).